# Sebastián Sáez
Jorge Sebastián Sáez (* 24. Januar 1985 in Santiago del Estero, Provinz Santiago del Estero) ist ein argentinischer Fußballspieler auf der Position des Mittelstürmers.

## Karriere
Seine Karriere begann 2006, als Sáez von der Jugend in die Herrenmannschaft des CA Tiro Federal hochgezogen wurde. Nach weiteren Jahren bei den argentinischen Klubs Central Córdoba (SdE) und CA Talleres kam er zu Audax Italiano nach Chile, wo er Torschützenkönig der Clausura 2012 und Transición 2013 wurde. Er bekam ein Angebot aus Katar, wo er fortan für al-Wakrah SC spielte. Im August 2016 gab der Emirates Club den Wechsel des Argentiniers bekannt. Seit 2018 spielte er wieder in Chile, diesmal für den Topklub CD Universidad Católica. 
Seit 2020, dem Jahr, in dem er eine schwere Knieverletzung erlitt und schon seine Karriere beenden wollte, läuft Sáez für Unión La Calera auf. Zur Saison 2023 wechselte er zum Ligakonkurrenten Everton de Viña del Mar. Im Januar 2024 wechselte Sáez zum aktuellen Meister CD Huachipato.

## Erfolge
CD Universidad Católica
- Chilenischer Meister: 2018, 2019
- Chilenischer Supercup-Sieger: 2019

## Auszeichnungen
- Torschützenkönig der chilenischen Primera División: Clausura 2012, Transición 2013